# Parallelura palumboides
Parallelura palumboides är en fjärilsart som beskrevs av George Francis Hampson 1902. Parallelura palumboides ingår i släktet Parallelura och familjen nattflyn. Inga underarter finns listade i Catalogue of Life.